# Tabataträning
Tabataträning är en form av konditionsträning baserad på väldigt korta högintensiva intervaller. Träningsformen har fått sitt namn från den japanske läkaren och forskaren Izumi Tabata, som under 1990-talet studerade vilka resultat höga träningsintensiteter gav på konditionsnivån. Han publicerade en studie i oktober 1996 under namnet "Effects of moderate-intensity endurance and high-intensity intermittent training on anaerobic capacity and VO2max".
Ett typiskt tabatapass kan bestå av 20 sekunder långa intervaller nära max prestationsnivå, med 10 sekunders vila mellan. Ett komplett set tabataintervaller kan alltså ta fyra minuter. Karaktäristiskt är att intensiteten i intervallerna behöver vara nära den maximala prestationsförmågan.